# Weißruthenisches Selbsthilfewerk

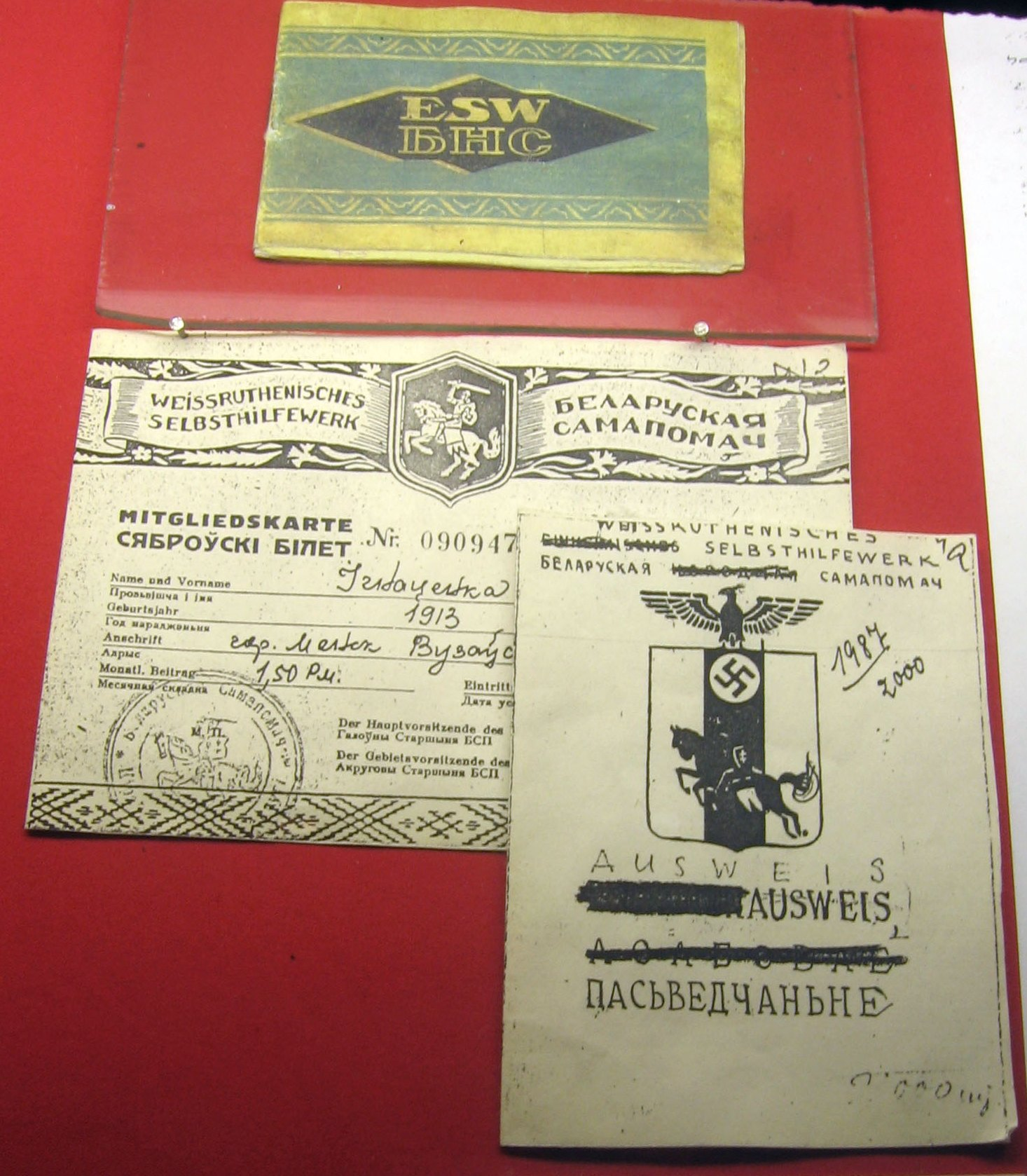
Dokumente von Mitgliedern des Weißruthenischen Selbsthilfewerkes

Das Weißruthenische Selbsthilfewerk (WSW/belarussisch Беларуская народная самапомач (БНС) Bielaruskaja narodnaja samapomatsch (BNS)) war eine Organisation im Generalbezirk Weißruthenien, welche Ende 1941 bis Februar 1944 bestand.

## Geschichte
Das WSW wurde auf Auftrag von Generalkommissar Wilhelm Kube gegründet, um „die durch die Kommunistenherrschaft hervorgetretenen Notstände zu beseitigen“. Zum Leiter wurde zunächst Iwan Jermatschenka, ein Vertreter der belarussischen Exilgemeinde in Prag, bestimmt.
Anfang April 1943 wurde bei einer Generalversammlung sämtlicher Gebietsleiter des WSW beschlossen Jermatschenka als Vorsitzenden der Organisation, unter dem Vorwand der persönlichen Bereicherung, abzusetzen. Ebenso wurden nationale Ambitionen untersagt, was die Umbenennung des WSW von „Weißruthenische Nationale Selbsthilfe“ (Bielaruskaja Narodnaja Samapomatsch) in „Weißruthenische Selbsthilfe“ (Bielaruskaja Samapomatsch) zur Folge hatte. Als Nachfolger von Jermatschenka wurde der Baranowiczer Bürgermeister Jury Sabaleuski ernannt. Mit dem Vorrücken der Roten Armee wurde das WSW aufgelöst.

## Aufgabenfelder des Weißruthenischen Selbsthilfewerks
Die Aufgaben der Organisation umfassten die Unterstützung von Obdachlosen, Arbeitsbeschaffung für Arbeitslose, Kinderbetreuung und Essensausgabe. Dabei wurde für jeden Rayon, jede Gemeinde und jedes Dorf ein bestimmter Beauftragter des WSW ernannt. Insbesondere in der Stadt Baranowicze war die Organisation erfolgreich. Die Mitglieder verteilten Kleidung und Lebensmittel und richteten ein Waisenhaus für 500 Kinder ein. Die Mittel hierfür wurden durch Spenden der Bevölkerung und mit deutscher finanzieller Hilfe aufgebracht. Zugleich erhielt es das Verfügungsrecht über den Besitz ermordeter Juden. Die Judenvernichtung wurde seitens Vertreter des WSW nie öffentlich abgelehnt.
Nebenbei organisierte das WSW die Suche nach belarussischen Soldaten der Roten Armee in deutschen Kriegsgefangenenlagern, um die Angehörigen über deren Verbleib zu informieren. Jermatschenka war zugleich daran interessiert, das belarussische Nationalbewusstsein zu fördern, indem die belarussische Sprache und Kultur gepflegt wurden. Die Hauptaufgabe des WSW bestand jedoch darin, Arbeitskräfte für die Deutschen anzuwerben, was allerdings erfolglos blieb.
Die Vertreter des WSW hofften, dass ihre Organisation zum Ausgangspunkt zur Erlangung weitergehender Autonomie, sogar eines späteren belarussischen Nationalstaates werden würde. Dazu versuchten sie einerseits, politische Gegner zu verdrängen, möglichst viele Positionen zu besetzen und sich für die Besatzer unentbehrlich zu machen; andererseits machten sie sich zum Sprachrohr der deutschen Propaganda und lobten die Deutschen als Befreier „vom jüdisch-bolschewistischen und polnischen Joch“.